# Oxysternon durantoni
Oxysternon durantoni är en skalbaggsart som beskrevs av Arnaud 1984. Oxysternon durantoni ingår i släktet Oxysternon och familjen bladhorningar. Inga underarter finns listade i Catalogue of Life.